# Сеэсте, Эса
Эса Сеэсте (фин. Esa Seeste; 4 июля 1913 — 2 октября 1997) — финский гимнаст, призёр Олимпийских игр.
Эса Сеэсте родился в 1913 году в Выборге. В 1936 году в составе финской команды завоевал бронзовую медаль на Олимпийских играх в Берлине.
В 1955-1965 и 1970-1974 возглавлял Федерацию гимнастики Финляндии.